# 풀 스피드
《풀 스피드》(프랑스어: A fond)은 2016년 공개된 프랑스의 영화이다.

## 출연
- 호세 가르시아 - 톰 역
- 앙드레 뒤솔리에 - 벤 역
- 카롤린 비뇨 - 줄리아 역
- 조세핀 콜리스 - 리종 역
- 스타일린 르카이 - 노에 역
- 샤를로트 가브리스 - 멜로디 역
- 제롬 코만되르 - 다니엘리 역
- 플로렌스 포레스티 - 프통 역
- 뱅샹 데사냐 - 브소 역
- 시씨 듀파크 - 사장 역